# Hessle
Hessle è un centro abitato di 14 767 abitanti dell'East Riding of Yorkshire, in Inghilterra.

## Amministrazione

### Gemellaggi
- Bourg-de-Thizy, Francia